# Leon Battista Alberti
(Francesco de Sanctis, Storia della letteratura italiana)
Leon Battista Alberti (Genova, 14 febbraio 1404 – Roma, 25 aprile 1472) è stato un architetto, scrittore, matematico, umanista, crittografo, linguista, filosofo e musicologo italiano; fu una delle figure artistiche più poliedriche del Rinascimento. Il suo primo nome si trova spesso, soprattutto in testi stranieri, come Leone.
Alberti fa parte della seconda generazione di umanisti (quella successiva a Vergerio, Bruni, Bracciolini, Francesco Barbaro), di cui fu una figura emblematica per il suo interesse nelle più varie discipline.
Un suo costante interesse era la ricerca delle regole, teoriche o pratiche, in grado di guidare il lavoro degli artisti. Nelle sue opere menzionò alcuni canoni, ad esempio: nel De statua espose le proporzioni del corpo umano, nel De pictura fornì la prima definizione della prospettiva scientifica e infine nel De re aedificatoria (opera cui lavorò fino alla morte, nel 1472), descrisse tutta la casistica relativa all'architettura moderna, sottolineando l'importanza del progetto e le diverse tipologie di edifici a seconda della loro funzione. Tale opera lo renderà immortale nei secoli e motivo di studio a livello internazionale da artisti come Eugène Viollet-le-Duc e John Ruskin. Come architetto, Alberti viene considerato, accanto a Brunelleschi (1377-1446), il fondatore dell'architettura rinascimentale.
L'aspetto innovativo delle sue proposte, sia in ambito architettonico che umanistico, consisteva nella rielaborazione moderna dell'antico, cercato come modello da emulare e non semplicemente da replicare.
Egli lavorò per committenti quali i Gonzaga a Mantova e a Firenze (per la tribuna della Santissima Annunziata), i Malatesta a Rimini, i Rucellai a Firenze.

## Biografia

### La formazione umanistica

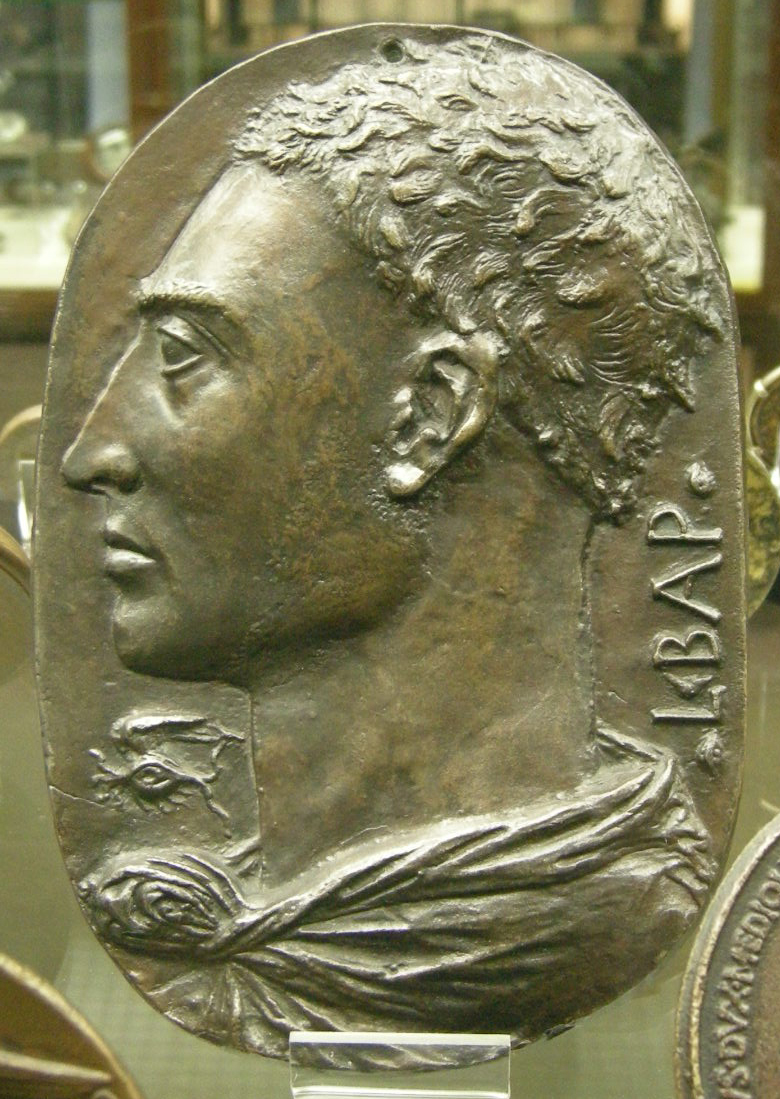
Presunto autoritratto su placchetta, (Parigi, Cabinet des Medailles).

Leon Battista nacque a Genova nel 1404, figlio naturale di Lorenzo Alberti, proveniente da una ricca famiglia di mercanti e banchieri fiorentini banditi dalla città toscana a partire dal 1388 per motivi politici, e di Bianca Fieschi, appartenente invece ad una delle più illustri casate genovesi.
I primi studi furono di tipo letterario, dapprima a Venezia e poi a Padova, alla scuola dell'umanista Gasparino Barzizza, dove apprese il latino e forse anche il greco. Si trasferì poi a Bologna dove studiò diritto canonico, coltivando parallelamente il suo amore per molte altre discipline artistiche quali la musica, la pittura, la scultura, la matematica, la grammatica e la letteratura in generale. Si dedicò all'attività letteraria sin da giovane: a Bologna, infatti, già intorno ai vent'anni scrisse una commedia in latino, la Philodoxeos fabula che inizialmente fece passare come opera antica rinvenuta in un manoscritto. Compose anche in latino il Momus, un originalissimo e avvincente romanzo mitologico, e le Intercoenales; in volgare, compose un'importante serie di dialoghi (De familia, Theogenius, Profugiorum ab ærumna libri, Cena familiaris, De iciarchia, dai titoli rigorosamente in latino) e alcuni scritti amatori, tra cui la Deiphira, ove raccoglie i precetti utili a fuggire da un amore mal iniziato.
Dopo la morte del padre, avvenuta nel 1421, l'Alberti trascorse alcuni anni di difficoltà, entrando in forte contrasto con i parenti che non volevano riconoscere i suoi diritti ereditari né favorire i suoi studi. In questi anni coltivò soprattutto gli studi scientifici, astronomici e matematici. Sembra si sia tuttavia concretamente laureato in diritto canonico nel 1428 a Bologna, o forse a Ferrara, nonostante le difficoltà economiche e di salute. Tra Padova e Bologna intrecciò amicizie con molti importanti intellettuali, come Paolo Dal Pozzo Toscanelli, Tommaso Parentuccelli, futuro papa Nicolò V e probabilmente Niccolò Cusano.
Per gli anni 1428-1431 poco si sa.  Potrebbe essersi recato a Firenze dopo il ritiro, nel 1428, del bando contro gli Alberti. Anche se poco probabile, alcuni storici pensano che abbia fatto parte del seguito del cardinal Albergati e abbia viaggiato in Francia e nel Nord Europa.

### A Roma
Nel 1431 diventò segretario del patriarca di Grado e reggente della cancelleria pontificia Biagio Molin. Nel 1432 Alberti è documentato a Roma al seguito dell'alto prelato che lo fece anche nominare abbreviatore apostolico (il cui ruolo consisteva per l'appunto nel redigere i brevi apostolici). Così entrò nel prestigioso ambiente umanistico della curia di papa Eugenio IV, che (sempre nel 1432) tolse con apposita bolla l'impedimento che vietava ad Alberti, figlio illegittimo, di assumere gli ordini sacri e lo nominò titolare della pieve di San Martino a Gangalandi a Lastra a Signa, nei pressi di Firenze, beneficio di cui godette fino alla morte, mettendo fine alle sue ristrettezze economiche.
Anche in seguito visse prevalentemente a Roma ma spostandosi per periodi anche lunghi e per varie incombenze a Ferrara, Bologna, Venezia, Firenze, Mantova, Rimini e Napoli.
La permanenza a Roma fu causa del suo grande interesse per le architetture classiche e quindi per il suo interesse per le arti e l'architettura.

### Le prime opere letterarie
Tra il 1433 e il 1434, scrisse in pochi mesi i primi tre libri de Familia, un dialogo (riprende Marco Tullio Cicerone in particolare il De oratore) in volgare completato con un quarto libro nel 1437. Il dialogo è ambientato a Padova, nel 1421; vi partecipano vari componenti della famiglia Alberti, personaggi realmente esistiti, scontrandosi su due visioni diverse: da un lato c'è la mentalità moderna e borghese e dall'altro la tradizione, aristocratica e legata al passato. L'analisi che il libro offre è una visione dei principali aspetti e istituzioni della vita sociale dell'epoca:
1. l'educazione dei figli;
2. il matrimonio;
3. le attività economiche;
4. le relazioni sociali che una famiglia deve sapere amministrare per mantenere il suo ruolo politico;

Opera con una funzione pedagogica con gli anziani della famiglia che trasmettono la loro esperienza alle nuove generazioni tramite un lessico ricco d'immagini.
L’Alberti esprime qui un punto di vista "filosofico" pienamente umanistico, che ricorre in tutte le sue opere di carattere morale e che consiste nella convinzione che gli uomini siano responsabili della propria sorte e che la virtù sia insita nell'uomo e debba essere realizzata attraverso l'operosità, la volontà e la ragione.

### A Firenze

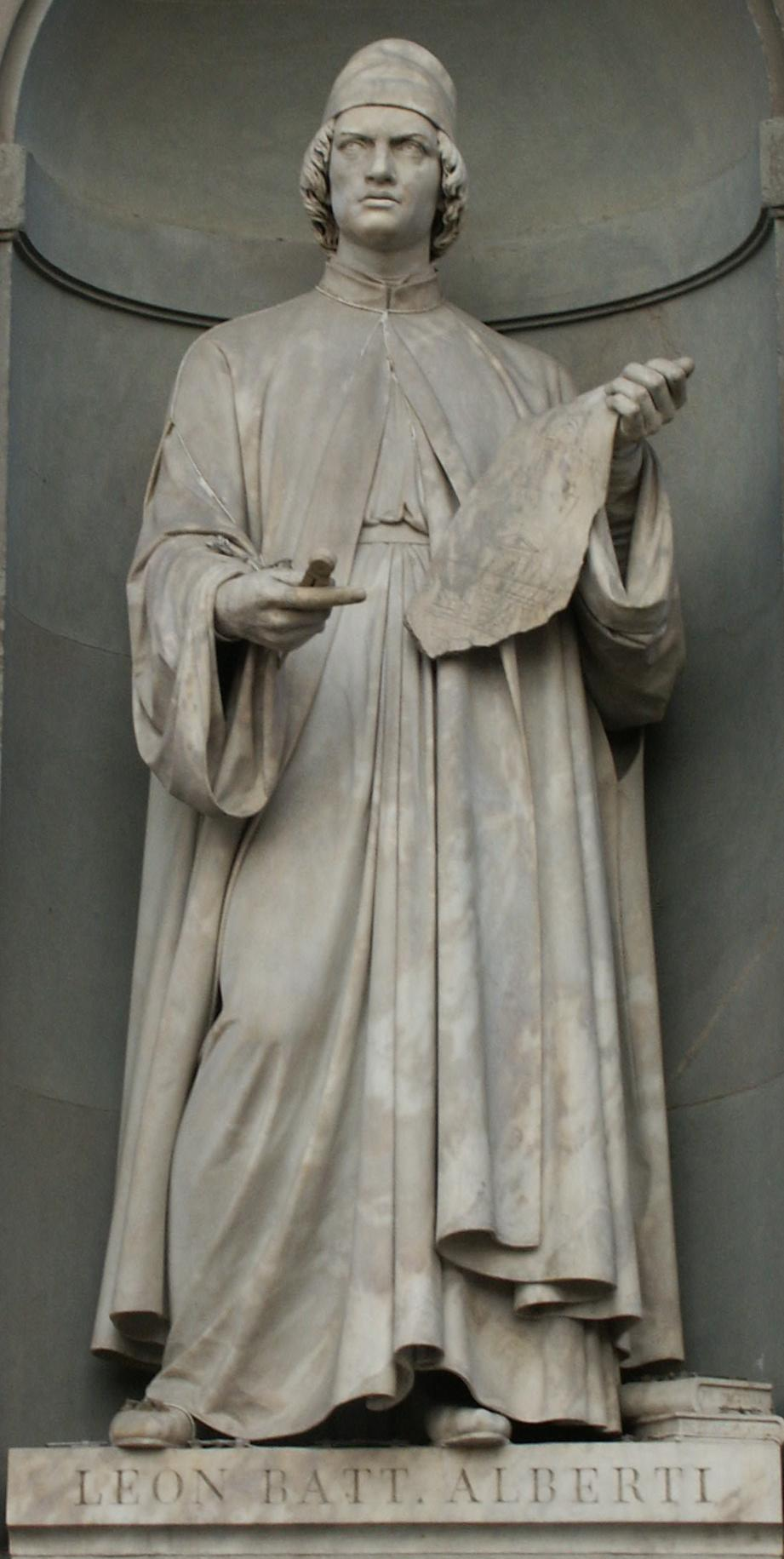
Statua di Leon Battista Alberti, piazza degli Uffizi a Firenze.

Tra il 1434 e il 1443 l'Alberti visse prevalentemente a Firenze e Ferrara, al seguito della curia papale, per la partecipazione al Concilio, ossia alle sedute ferrarese e fiorentina del concilio ecumenico (1438-39) che dovevano riappacificare la chiesa latina e le chiese cristiano-orientali, in particolare quella greca.
In questo periodo l'Alberti assimila parte della cultura fiorentina, cercando (invero con moderato successo) d'inserirsi nell'ambiente intellettuale e artistico della città; sono verosimilmente gli anni in cui nascono i suoi interessi artistici, che si traducono da subito nella duplice redazione (latina e volgare) del De pictura (1435-36). Nel prologo della versione in volgare, dedica l'opera a Brunelleschi e menziona anche i grandi innovatori delle arti del tempo: Donatello, Masaccio (morto già nel 1428) e i Della Robbia.
Intorno al 1443, al seguito del pontefice Eugenio IV lasciò Firenze, ma con la città continuò ad avere intensi rapporti legati anche ai cantieri dei suoi progetti.

### De pictura
Del 1435-1436 è il De pictura, scritto verosimilmente dapprima in latino e tradotto poi in volgare; se la redazione latina, senza ombra di dubbio la più importante e ricca, sarà dedicata al Gonzaga marchese di Mantova, per quella volgare l'Alberti redasse una dedica al Brunelleschi che, trasmessa da un solo codice strettamente legato al laboratorio personale dell'Alberti, forse non fu mai inviata.
Il De pictura rappresenta la prima trattazione di una disciplina artistica non intesa solo come tecnica manuale, ma anche come ricerca intellettuale e culturale, e sarebbe difficile immaginarla fuori dallo straordinario contesto fiorentino e scritta da un autore diverso dall'Alberti, grande intellettuale umanista e artista egli stesso, anche se la sua attività nel campo delle arti figurative—attestata (benché in modi non lusinghieri) già dal Vasari—dovette essere ridotta.
Il trattato è organizzato in tre "libri". Il primo contiene la più antica trattazione della prospettiva. Nel secondo libro l'Alberti tratta di “circoscrizione, composizione, e ricezione dei lumi”, cioè dei tre principi che regolano l'arte pittorica:
- la circumscriptio consiste nel tracciare il contorno dei corpi;
- la compositio è il disegno delle linee che uniscono i contorni dei corpi e perciò la disposizione narrativa della scena pittorica, la cui importanza è qui espressa per la prima volta con piena lucidità intellettuale;
- la receptio luminum tratta dei colori e della luce.

Il terzo libro è relativo alla figura del pittore di cui si rivendica il ruolo di vero artista e non, semplicemente, di artigiano.
Con questo trattato Alberti influenzerà non solo il Rinascimento ma tutto quanto si sarebbe detto sulla pittura sino ai nostri giorni.

### La questione del volgare
Pur scrivendo numerosi testi in latino, lingua alla quale riconosceva il valore culturale e le specifiche qualità espressive, l'Alberti fu un fervente sostenitore del volgare. La duplice redazione in latino e in volgare del De pictura manifesta il suo interesse per il dibattito allora in corso tra gli umanisti sulla possibilità di usare il volgare nella trattazione di ogni materia. In un dibattito avvenuto a Firenze tra gli umanisti della curia, Flavio Biondo aveva affermato la diretta discendenza del volgare dal latino e l'Alberti, ne dimostra genialmente la tesi componendo la prima grammatica del volgare (1437-41), e ne riprende gli argomenti difendendo l'uso del volgare nella dedicatoria del libro III de Familia a Francesco d'Altobianco Alberti (1435-39 circa).
Da qui deriva la significativa esperienza del Certame coronario, una gara di poesia sul tema dell'amicizia, organizzata a Firenze nell'ottobre 1441 dall'Alberti con il più o meno tacito concorso di Piero de' Medici, una gara che doveva servire all'affermazione del volgare, soprattutto in poesia, e alla quale va associata la composizione dei sedici Esametri sull'amicizia da parte dell'Alberti – Esametri ora pubblicati fra le sue Rime, innovative tanto nello stile quanto nella metrica, che costituiscono uno dei primissimi tentativi di adattare i metri greco-latini alla poesia volgare (metrica «barbara»).
Nonostante ciò, l'Alberti continuò a scrivere naturalmente in latino, come fece per gli Apologi centum, una sorta di breviario della sua filosofia di vita, composti intorno al 1437.

### Ritorno a Roma
Chiusosi il concilio a Firenze, nel 1444, l'Alberti ritornò con la curia papale a Roma, continuando a ricoprire il ruolo di abbreviatore apostolico per ben 34 anni, fino al 1464, quando il collegio degli abbreviatori fu soppresso. Durante la permanenza a Roma ebbe modo di coltivare i propri interessi propriamente architettonici, che lo indussero a proseguire lo studio delle rovine della Roma classica, come dimostra la stessa Descriptio urbis Romae, risalente al 1450 circa, in cui l'Alberti tentò con successo, per la prima volta nella storia, una ricostruzione della topografia di Roma antica, mediante un sistema di coordinate polari e radiali che permettono di ricostruire il disegno da lui tracciato. I suoi interessi archeologici lo portarono anche a tentare il recupero delle navi romane affondate nel lago di Nemi.
Questi interessi per l'architettura che diventeranno prevalenti negli ultimi due decenni della sua vita, non impedirono una ricchissima produzione letteraria.  Tra il 1443 e la morte compone una delle sue opere più interessanti, il Momus, un romanzo satirico in lingua latina, che tratta in maniera abbastanza amara e disincantata della società umana e degli stessi esseri umani.
Dopo l'elezione di Niccolò V, l'Alberti, come antico conoscente, entrò nella cerchia ristretta del papa, dal quale ricevette anche la carica di priore di Borgo San Lorenzo.
Tuttavia i rapporti con il papa sono considerati piuttosto controversi dagli storici, sia per quel che riguarda gli aspetti politici che per l'adesione o la collaborazione dell'Alberti al vasto programma di rinnovamento urbano voluto da Niccolò V.
Forse venne impiegato durante il restauro del palazzo papale e dell'acquedotto romano e della fontana dell'Acqua Vergine, disegnata in maniera semplice e lineare, creando la base sulla quale, in età Barocca, sarebbe stata costruita la Fontana di Trevi.
Intorno al 1450 Alberti cominciò ad occuparsi più attivamente di architettura con numerosi progetti da eseguire fuori Roma, a Firenze, Rimini e Mantova, città in cui si recò varie volte durante gli ultimi decenni della sua vita.
In tal modo dopo la metà del secolo l'Alberti fu la figura-guida dell'architettura rinascimentale. Questo riconosciuto primato rende anche difficile distinguere, nella sua opera, l'attività di progettazione dalle tante consulenze e dall'influenza più o meno diretta che dovette avere per esempio sulle opere promosse a Roma, sotto Niccolò V, come il restauro di Santa Maria Maggiore e Santo Stefano Rotondo, la costruzione di Palazzo Venezia, il rinnovamento della basilica di San Pietro, del Borgo e del Campidoglio. Potrebbe forse essere stato il consulente che indicava alcune linee-guida o, ma ben più difficilmente, aver avuto un ruolo anche meno indiretto. Sicuramente il prestigio della sua opera e del suo pensiero teorico condizionarono direttamente l'opera di progettisti come Francesco del Borgo e Bernardo Rossellino, influenzando anche Giuliano da Sangallo.
Morì a Roma, all'età di 68 anni. Come da suo testamento volle essere sepolto in Sant’Agostino e poi trasferito nella tomba del padre a Padova, ma non sono rimaste tracce della sepoltura.
A capo della segreteria pontificia, scrisse il trattato di sole venticinque pagine "De Cifris", primo vero trattato scritto in Occidente.

### IlDe re aedificatoria

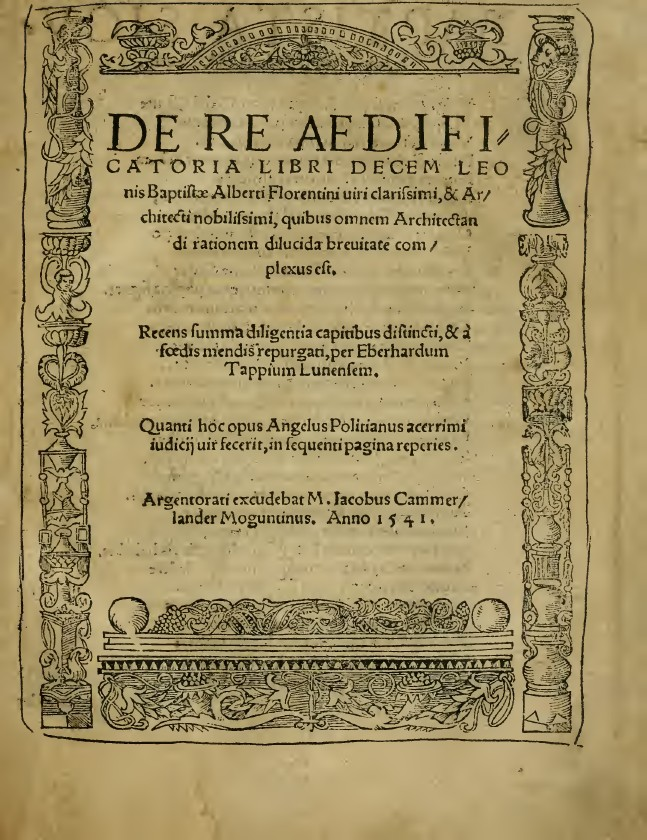
Frontespizio

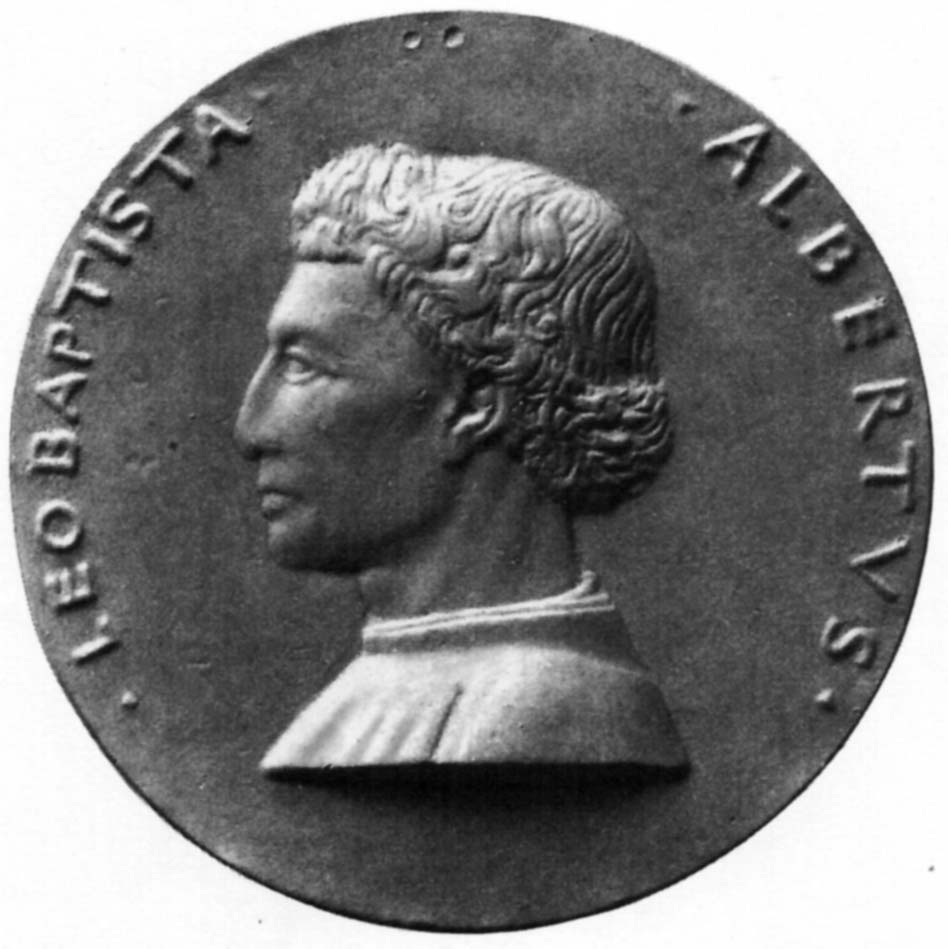
Matteo de' Pasti, Medaglia di Leon Battista Alberti (1446-1450 circa).

Le sue riflessioni teoriche trovarono espressione nel De re aedificatoria, un trattato di architettura in latino, scritto prevalentemente a Roma, cui l'Alberti lavorò fino alla morte e che è rivolto anche al pubblico colto di educazione umanistica. Il trattato fu concepito sul modello del De architectura di Vitruvio. L'opera, considerata il trattato architettonico più significativo della cultura umanistica, è divisa anch'essa in dieci libri: nei primi tre si parla della scelta del terreno, dei materiali da utilizzare e delle fondazioni (potrebbero corrispondere alla categoria vitruviana della firmitas); i libri IV e V si soffermano sui vari tipi di edifici in relazione alla loro funzione (utilitas); il libro VI tratta la bellezza architettonica (venustas), intesa come un'armonia esprimibile matematicamente grazie alla scienza delle proporzioni, con l'aggiunta di una trattazione sulle macchine per costruire; i libri VII, VIII e IX parlano della costruzione dei fabbricati, suddividendoli in chiese, edifici pubblici ed edifici privati; il libro X tratta dell'idraulica.
Nel trattato si trova anche uno studio basato sulle misurazioni dei monumenti antichi per proporre nuovi tipi di edifici moderni ispirati all'antico, fra i quali le prigioni, che cercò di rendere più umane, gli ospedali e altri luoghi di pubblica utilità.
Il trattato fu stampato a Firenze nel 1485, con una prefazione del Poliziano a Lorenzo il Magnifico,  e poi a Parigi (1512) e a Strasburgo (1541); venne in seguito tradotto in varie lingue e diventò ben presto imprescindibile nella cultura architettonica moderna e contemporanea.
Nel De re aedificatoria, l'Alberti affronta anche il tema delle architetture difensive e intuisce come le armi da fuoco rivoluzioneranno l'aspetto delle fortificazioni. Per aumentare l'efficacia difensiva indica che le difese dovrebbero essere "costruite lungo linee irregolari, come i denti di una sega" anticipando così i principi della fortificazione alla moderna.

### L'attività come architetto a Firenze
A Firenze lavorò come architetto soprattutto per Giovanni Rucellai, ricchissimo mercante e mecenate, intimo amico suo e della sua famiglia. Le opere fiorentine saranno le sole dell'Alberti a essere compiute prima della sua morte.

#### Palazzo Rucellai

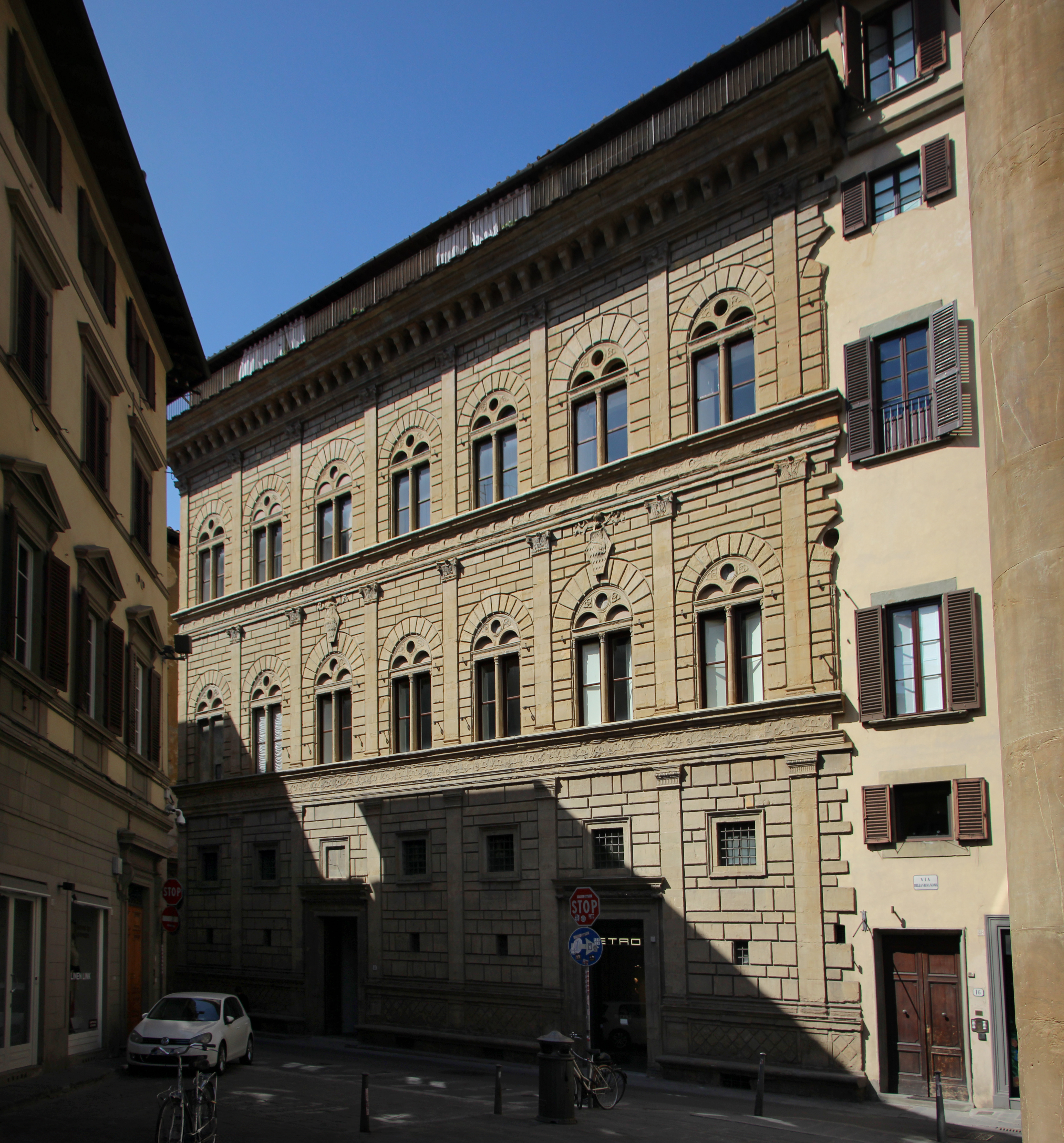
Facciata di palazzo Rucellai.

Forse sin dal 1439-1442 gli venne commissionata la costruzione del palazzo della famiglia Rucellai, da ricavarsi da una serie di case-torri acquistate da Giovanni Rucellai in via della Vigna Nuova.  Il suo intervento si concentrò sulla facciata, posta su un basamento che imita l'opus reticulatum romano, realizzata tra il 1450 e il 1460. È formata da tre piani sovrapposti, separati orizzontalmente da cornici marcapiano e ritmati verticalmente da lesene di ordine diverso; la sovrapposizione degli ordini è di origine classica come nel Colosseo o nel Teatro di Marcello, ed è quella teorizzata da Vitruvio: al piano terreno lesene doriche, ioniche al piano nobile e corinzie al secondo. Esse inquadrano porzioni di muro bugnato a conci levigati, in cui si aprono finestre in forma di bifora nel piano nobile e nel secondo piano. Le lesene decrescono progressivamente verso i piani superiori, in modo da creare nell'osservatore l'illusione che il palazzo sia più alto di quanto non sia in realtà. Al di sopra di un forte cornicione aggettante si trova un attico, caratteristicamente arretrato rispetto al piano della facciata. Il palazzo creò un modello per tutte le successive dimore signorili del Rinascimento, venendo addirittura citato pedissequamente da Bernardo Rossellino, suo collaboratore, per il suo palazzo Piccolomini a Pienza (post 1459).
Attribuita all'Alberti è anche l'antistante Loggia Rucellai, o per lo meno il suo disegno. Loggia e palazzo andavano così costituendo una sorta di piazzetta celebrante la casata, che viene riconosciuta come uno dei primi interventi urbanistici rinascimentali.

#### Facciata di Santa Maria Novella

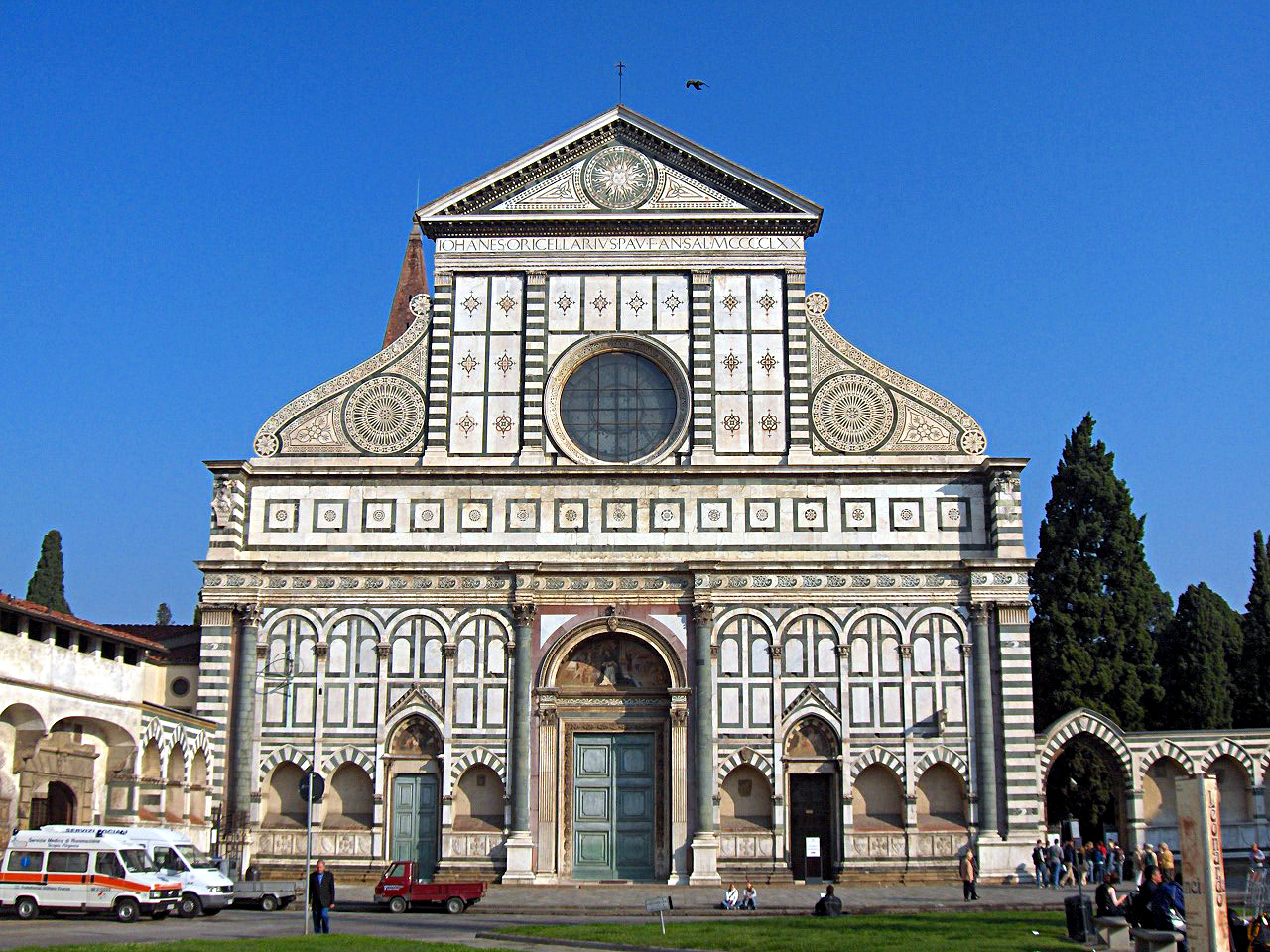
Facciata di Santa Maria Novella, Firenze.

Su commissione del Rucellai, progettò anche il completamento della facciata della basilica di Santa Maria Novella, rimasta incompiuta nel 1365 al primo ordine di arcatelle, caratterizzate dall'alternarsi di fasce di marmo bianco e di marmo verde, secondo la secolare tradizione fiorentina. I lavori iniziarono intorno al 1457. Si presentava il problema di integrare, in un disegno generale e classicheggiante, i nuovi interventi con gli elementi esistenti di epoca precedente: in basso vi erano gli avelli inquadrati da archi a sesto acuto e i portali laterali, sempre a sesto acuto, mentre nella parte superiore era già aperto il rosone, seppur spoglio di ogni decorazione. Alberti inserì al centro della facciata inferiore un portale di proporzioni classiche, inquadrato da semicolonne, in cui inserì incrostazioni in marmo rosso per rompere la bicromia. Per terminare la fascia inferiore pose una serie di archetti a tutto sesto a conclusione delle lesene. Poiché la parte superiore della facciata risultava arretrata rispetto al basamento (un tema molto comune nell'architettura albertiana, derivata dai monumenti della romanità) inserì una fascia di separazione a tarsie marmoree che recano una teoria di vele gonfie al vento, l'insegna personale di Giovanni Rucellai; il livello superiore, scandito da un secondo ordine di lesene che non hanno corrispondenza in quella inferiore, sorregge un timpano triangolare. Ai lati, due doppie volute raccordano l'ordine inferiore, più largo, all'ordine superiore più alto e stretto, conferendo alla facciata un moto ascendente conforme alle proporzioni; non mascherano come spesso si è detto erroneamente gli spioventi laterali che risultano più bassi, come si evince osservando la facciata dal lato posteriore. La composizione con incrostazioni a tarsia marmorea ispirate al romanico fiorentino, necessaria in questo caso per armonizzare le nuove parti al già costruito, rimase una costante nelle opere fiorentine dell'Alberti.
Secondo Rudolf Wittkower: "L'intero edificio sta rispetto alle sue parti principali nel rapporto di uno a due, vale a dire nella relazione musicale dell'ottava, e questa proporzione si ripete nel rapporto tra la larghezza del piano superiore e quella dell'inferiore". La facciata si inscrive infatti in un quadrato avente per lato la base della facciata stessa. Dividendo in quattro tale quadrato, si ottengono quattro quadrati minori; la zona inferiore ha una superficie equivalente a due quadrati, quella superiore a un quadrato. Altri rapporti si possono trovare nella facciata tanto da realizzare una perfetta proporzione. Secondo Franco Borsi: "L'esigenza teorica dell'Alberti di mantenere in tutto l'edificio la medesima proporzione è qui stata osservata ed è appunto la stretta applicazione di una serie continua di rapporti che denuncia il carattere non medievale di questa facciata pseudo-protorinascimentale e ne fa il primo grande esempio di eurythmia classica del Rinascimento".

#### Altre opere

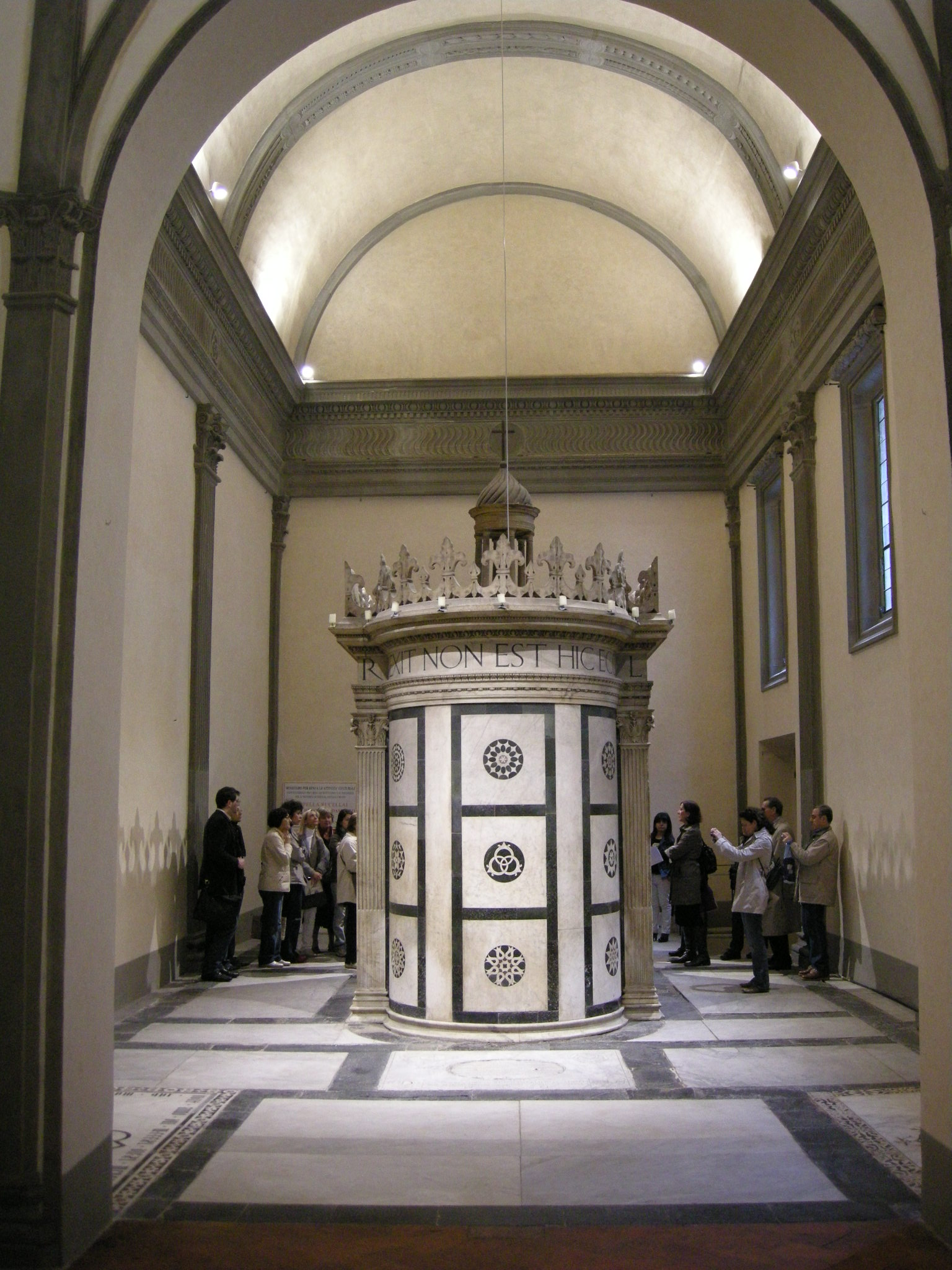
Il tempietto del Santo Sepolcro.

Attribuito all'Alberti è il progetto dell'abside della pieve di San Martino a Gangalandi presso Lastra a Signa. L'Alberti fu rettore di San Martino dal 1432 fino alla sua morte. La chiesa, di origine medievale, ha il suo punto focale nell'abside, chiusa in alto da un arco a tutto sesto con decorazione a motivi di candelabro e con lesene in pietra serena sorreggenti un architrave che reca un'iscrizione a lettere capitali dorate, ornata alle due estremità dalle arme degli Alberti. L'abside è ricordata incepta et quasi perfecta nel testamento di Leon Battista Alberti, e fu infatti terminata dopo la sua morte, tra il 1472 e il 1478.
Del 1467 è un'altra opera per i Rucellai, il tempietto del Santo Sepolcro nella chiesa di San Pancrazio a Firenze, costruito secondo un parallelepipedo spartito da paraste corinzie. La decorazione è a tarsie marmoree, con figure geometriche in rapporto aureo; le decorazioni geometriche, come per la facciata di Santa Maria Novella, secondo l'Alberti inducono a meditare sui misteri della fede.

### Ferrara

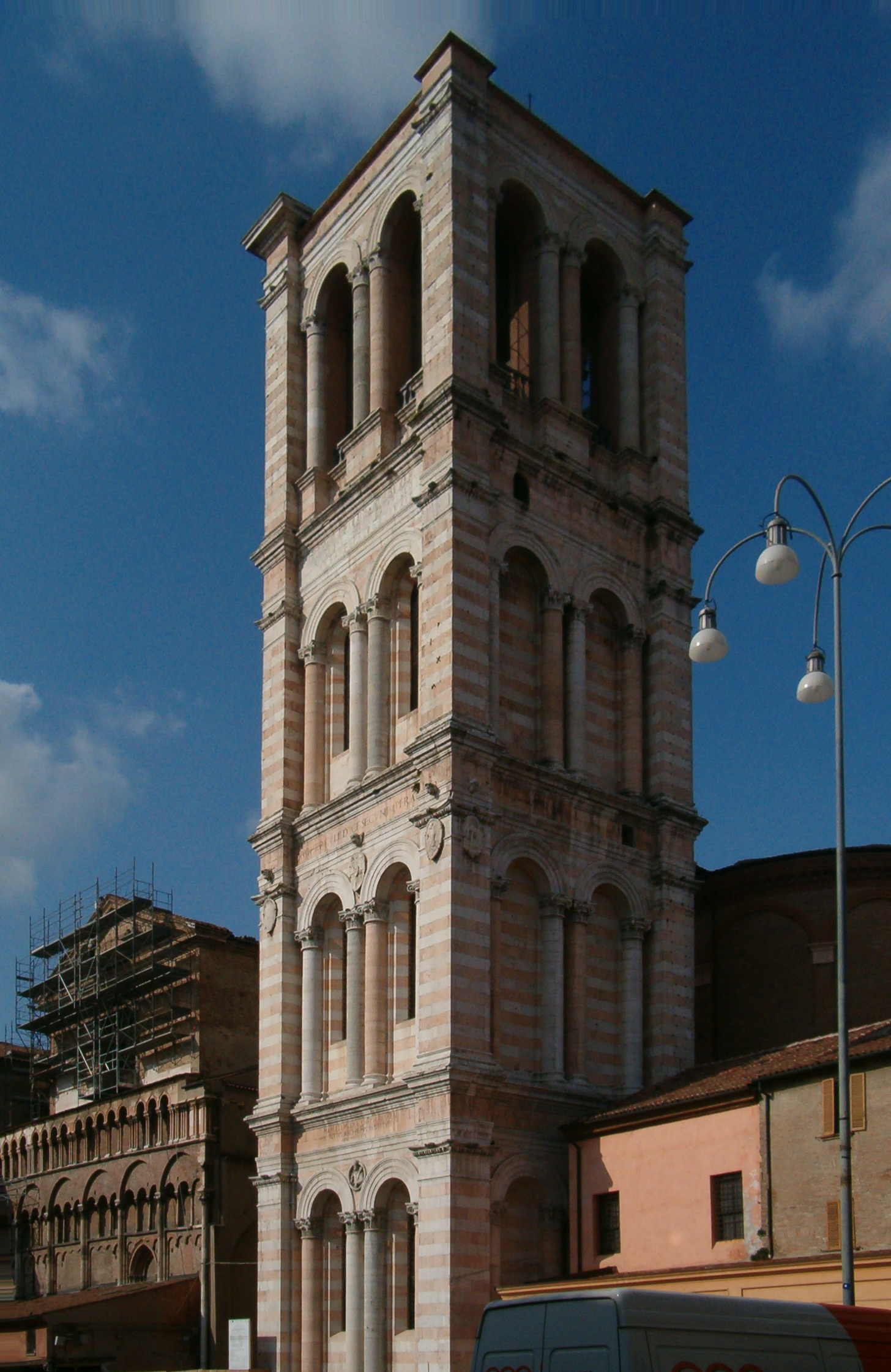
Il campanile del duomo di Ferrara.

L'Alberti fu a Ferrara a varie riprese, e sicuramente tra il 1438 e il 1439, stringendo amicizie alla corte estense. Vi ritorna nel 1441 e forse nel 1443, chiamato a giudicare la gara per un monumento equestre a Niccolò III d'Este. In tale occasione forse dette indicazioni per il rinnovo della facciata del Palazzo Municipale, allora residenza degli Estensi.
A lui è stato attribuito da insigni storici dell'arte, ma esclusivamente su basi stilistiche, anche l'incompleto campanile del duomo, dai volumi nitidi e dalla bicromia di marmi rosa e bianchi.

### Rimini

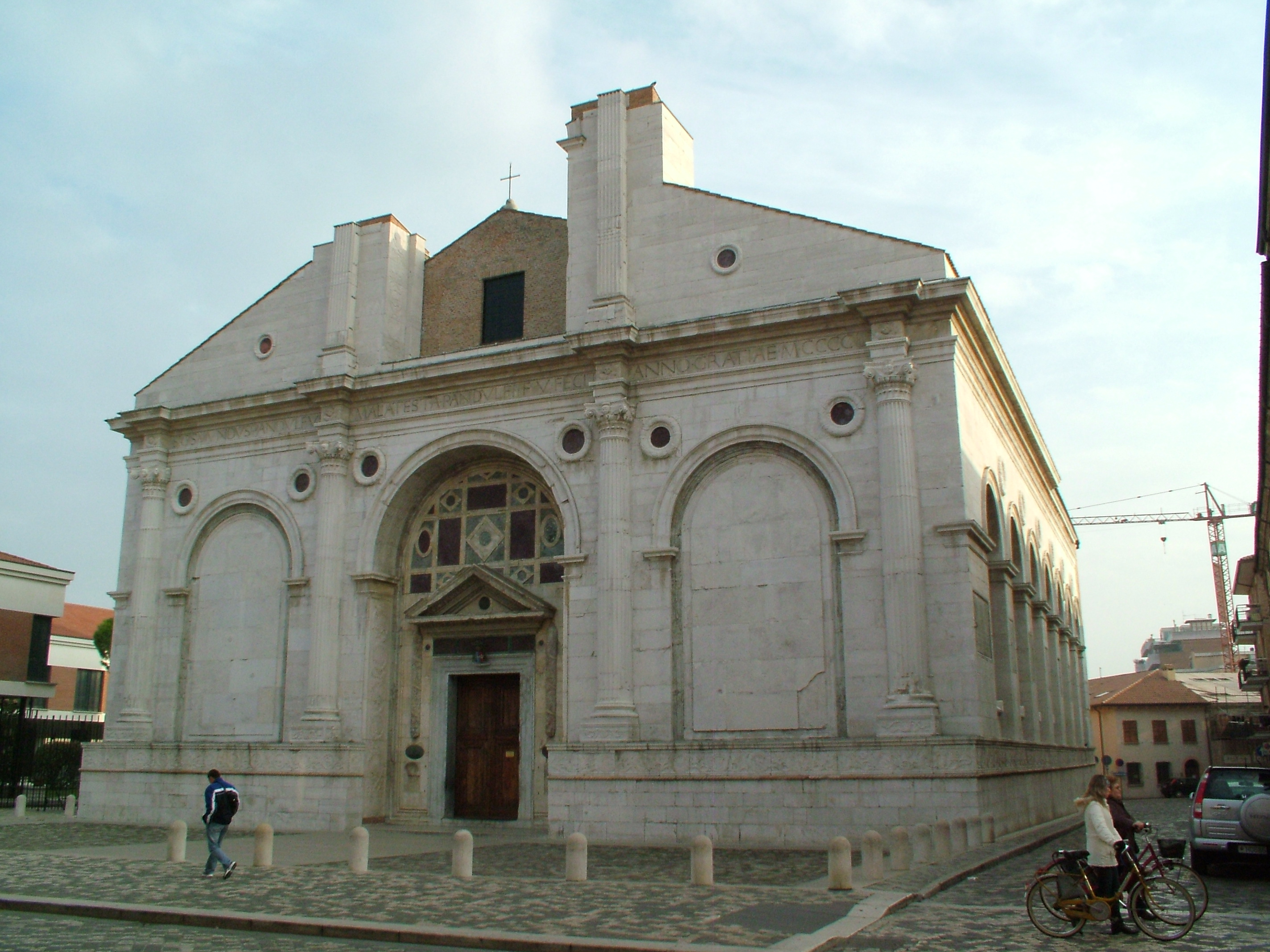
Tempio Malatestiano, Rimini.

Nel 1450 l'Alberti venne chiamato a Rimini da Sigismondo Pandolfo Malatesta per trasformare la chiesa di San Francesco in un tempio in onore e gloria sua e della sua famiglia. Alla morte del signore (1468) il tempio fu lasciato incompiuto mancando della parte superiore della facciata, della fiancata sinistra e della tribuna. Conosciamo il progetto albertiano attraverso una medaglia incisa da Matteo de' Pasti, l'architetto a cui erano stati affidati gli ampliamenti interni della chiesa e in generale tutto il cantiere.

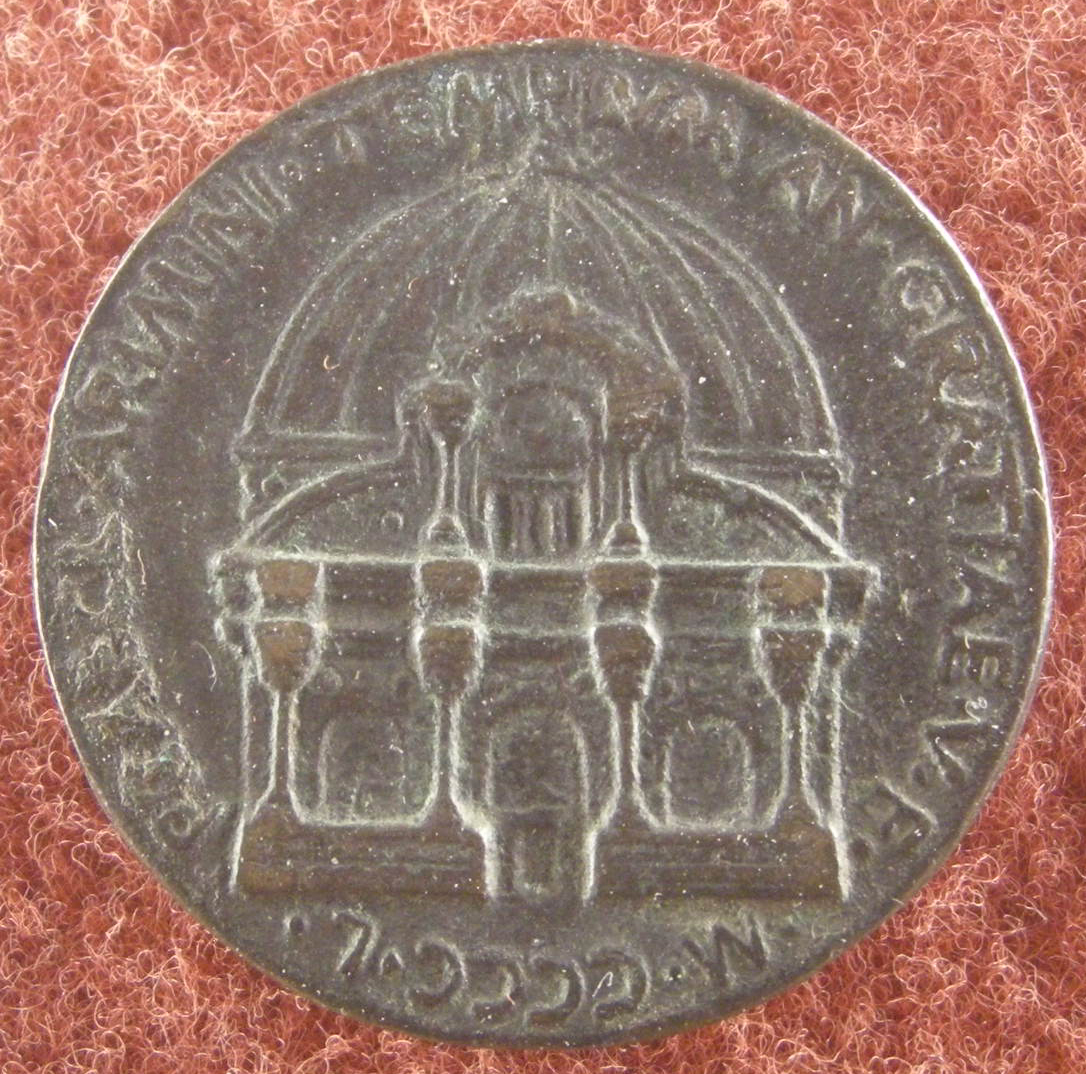
Tempio malatestiano sulla medaglia di Matteo de' Pasti.

L'Alberti ideò un involucro marmoreo che lasciasse intatto l'edificio preesistente. L'opera prevedeva in facciata una tripartizione con archi scanditi da semicolonne corinzie, mentre nella parte superiore era previsto una specie di frontone con arco al centro affiancato da paraste e forse due volute curve. Punto focale era il portale centrale, con timpano triangolare e riccamente ornato da lastre marmoree policrome nello stile della Roma imperiale. Ai lati due archi minori avrebbero dovuto inquadrare i sepolcri di Sigismondo e della moglie Isotta, ma furono poi tamponati.
Le fiancate invece sono composte da una sequenza di archi su pilastri, ispirati alla serialità degli acquedotti romani, destinati ad accogliere i sarcofagi dei più alti dignitari di corte. Fianchi e facciata sono unificati da un alto zoccolo che isola la costruzione dallo spazio circostante. Ricorre la ghirlanda circolare, emblema dei Malatesta, qui usata come oculo. Interessante è notare come Alberti traesse spunto dall'architettura classica, ma affidandosi a spunti locali, come l'arco di Augusto, il cui modulo è triplicato in facciata. Una particolarità di questo intervento è che il rivestimento non tiene conto delle precedenti aperture gotiche: infatti, il passo delle arcate laterali non è lo stesso delle finestre ogivali, che risultano posizionate in maniera sempre diversa. Del resto Alberti scrive a Matteo de' Pasti che «queste larghezze et altezze delle Chappelle mi perturbano».
Per l'abside era prevista una grande rotonda coperta da cupola emisferica simile a quella del Pantheon. Se completata, la navata avrebbe allora assunto un ruolo di semplice accesso al maestoso edificio circolare e sarebbe stata molto più evidente la funzione celebrativa dell'edificio, anche in rapporto allo skyline cittadino.

### Mantova

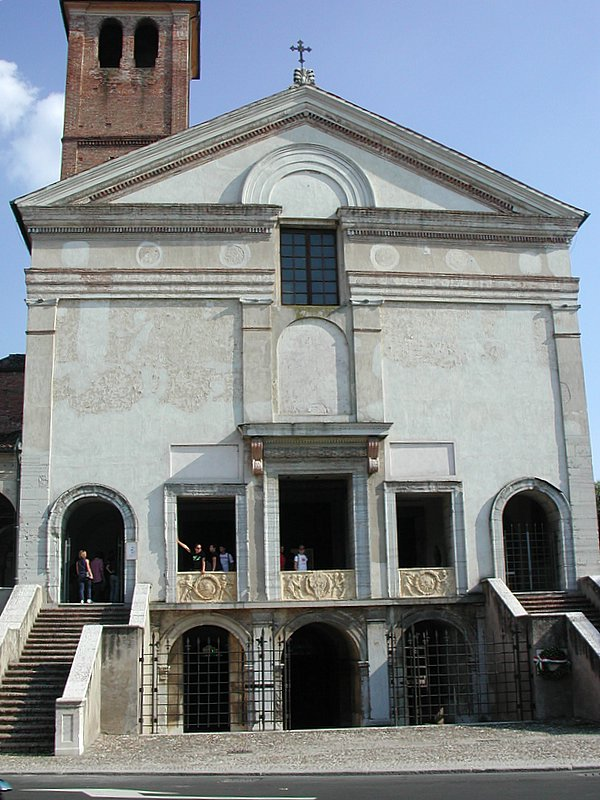
Chiesa di San Sebastiano, Mantova.

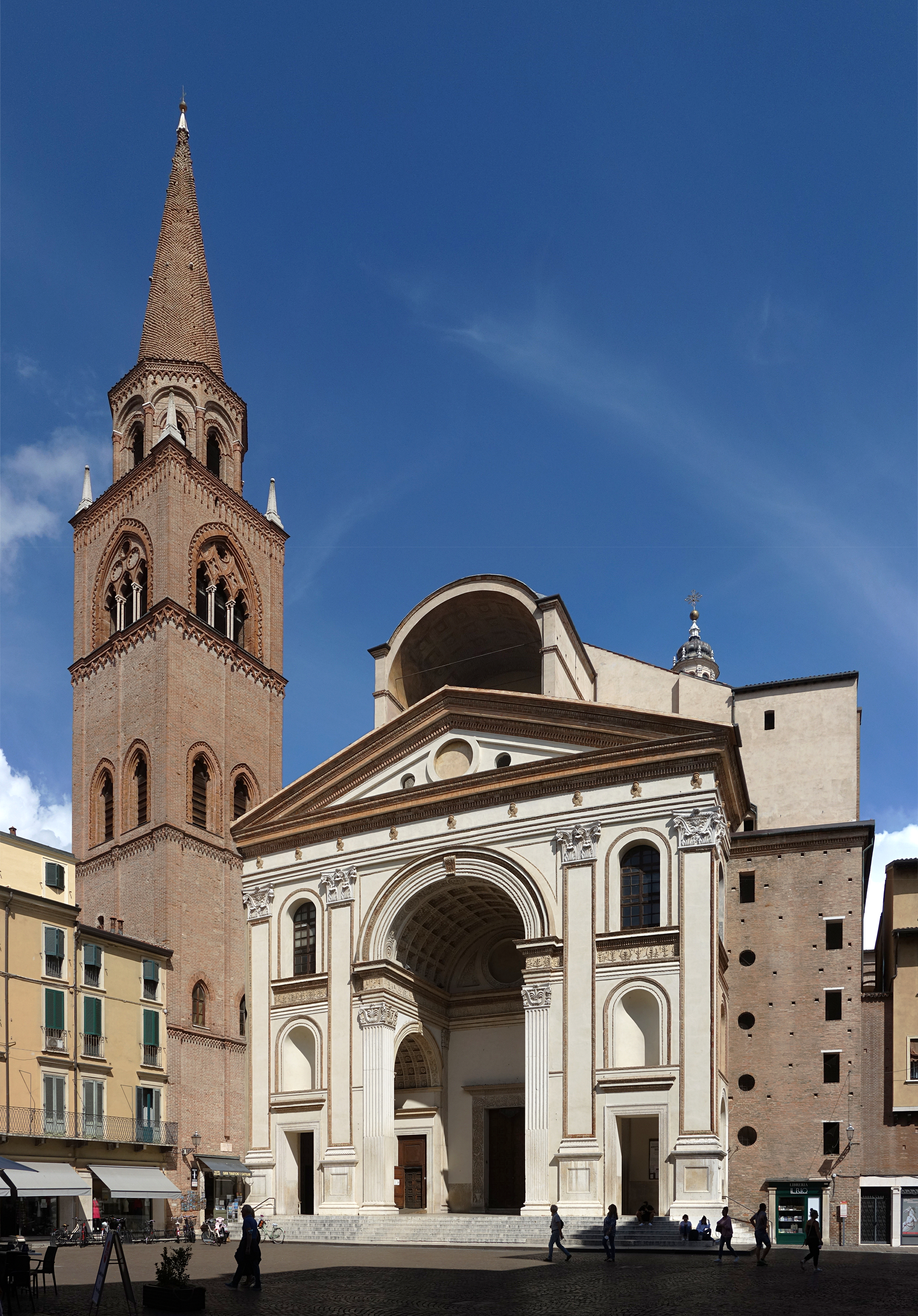
Basilica di Sant'Andrea, Mantova.

Nel 1459 Alberti fu chiamato a Mantova da Ludovico III Gonzaga, nell'ambito dei progetti di abbellimento cittadino per il Concilio di Mantova.

#### San Sebastiano
Il primo intervento mantovano riguardò la chiesa di San Sebastiano, cappella privata dei Gonzaga, iniziata nel 1460. L'edificio fece da fondamento per le riflessioni rinascimentali sugli edifici a croce greca: è infatti diviso in due piani, uno dei quali interrato, con tre bracci absidati attorno ad un corpo cubico con volta a crociera; il braccio anteriore è preceduto da un portico, oggi con cinque aperture.
La parte superiore della facciata, spartita da lesene di ordine gigante, è originale del progetto albertiano e ricorda un'elaborazione del tempio classico, con architrave spezzata, timpano e un arco siriaco, a testimonianza dell'estrema libertà con cui l'architetto disponeva gli elementi. Forse l'ispirazione fu un'opera tardo-antica, come l'arco di Orange. I due scaloni di collegamento che permettono l'accesso al portico non fanno parte del progetto originario, ma furono aggiunte posteriori.

#### Sant'Andrea
Il secondo intervento, sempre su commissione dei Gonzaga, fu la basilica di Sant'Andrea, eretta in sostituzione di un precedente sacrario in cui si venerava una reliquia del sangue di Cristo. L'Alberti creò il suo progetto «... più capace più eterno più degno più lieto ...» ispirandosi al modello del tempio etrusco ripreso da Vitruvio e contrapponendosi al precedente progetto di Antonio Manetti. Innanzitutto mutò l'orientamento della chiesa allineandola all'asse viario che collegava Palazzo Ducale al Tè.
La chiesa a croce latina, iniziata nel 1472, è a navata unica coperta a botte con lacunari, con cappelle laterali a base rettangolare con la funzione di reggere e scaricare le spinte della volta, inquadrate negli ingressi da un arco a tutto sesto, inquadrato da un lesene architravate. Il tema è ripreso dall'arco trionfale classico ad un solo fornice come l'arco di Traiano ad Ancona. La grande volta della navata e quelle del transetto e degli atri d'ingresso si ispiravano a modelli romani, come la Basilica di Massenzio.
Per caratterizzare l'importante posizione urbana, venne data particolare importanza alla facciata, dove ritorna il tema dell'arco: l'alta apertura centrale è affiancata da setti murari, con archetti sovrapposti tra lesene corinzie sopra i due portali laterali. Il tutto, coronato da un timpano triangolare a cui si sovrappone, per non lasciare scoperta l'altezza della volta, un nuovo arco. Questa soluzione, che enfatizza la solennità dell'arco di trionfo e il suo moto ascensionale, permetteva anche l'illuminazione della navata. Sotto l'arco venne a formarsi uno spesso atrio, diventato il punto di filtraggio tra interno ed esterno.
La facciata è inscrivibile in un quadrato e tutte le misure della navata, sia in pianta che in alzato, si conformano ad un preciso modulo metrico. La tribuna e la cupola (comunque prevista da Alberti) vennero completate nei secoli successivi, secondo un disegno estraneo all'Alberti.

### I caratteri dell'architettura albertiana
Le opere più mature di Alberti evidenziano una forte evoluzione verso un classicismo consapevole e maturo in cui, dallo studio dei monumenti antichi romani, l'Alberti ricavò un senso delle masse murarie ben diverso dalla semplicità dello stile brunelleschiano. I modi originali albertiani precorsero l'arte del Bramante. I caratteri innovativi di Alberti furono: La colonna deve sostenere la trabeazione e deve essere usata come ornamento per le fabbriche; l'arco deve essere costruito sopra i pilastri.

### IlDe statua
Il trattato, scritto in latino, è relativo alla teoria della scultura e risale al 1450 circa.
Nel De statua, l'Alberti rielaborò profondamente le concezioni e le teorie relative alla scultura tenendo conto delle innovazioni artistiche del Rinascimento, attingendo anche ad una rilettura critica delle fonti classiche e riconoscendo, tra i primi dignità intellettuale alla scultura, prima di allora sempre condizionata dal pregiudizio verso un'attività tanto manuale.
Nel trattato che si compone di 19 capitoli, l'Alberti parte, sulla scorta di Plinio, dalla definizione dell'arte plastica tridimensionale distinguendo la scultura o per via di porre o per via di levare, dividendola secondo la tecnica utilizzata:
- togliere e aggiungere: sculture con materie molli, terra e cera eseguita dai "modellatori"
- levare: scultura in pietra, eseguita dagli "scultori"

Tale distinzione fu determinante nella concezione artistica di molti scultori come Michelangelo e non era mai stata espressa con tanta chiarezza.

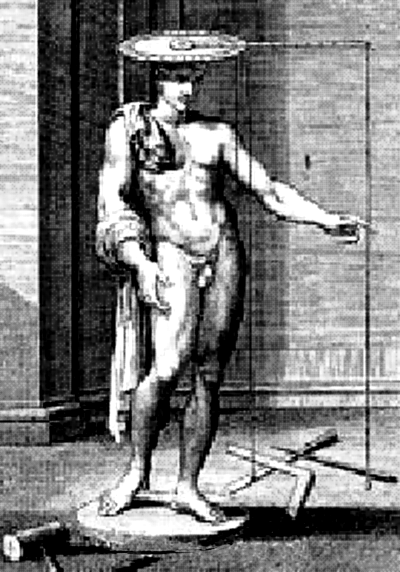
Il definitor, lo strumento inventato da Leon Battista Alberti.

Relativamente al metodo da utilizzare per raggiungere il fine ultimo della scultura che è l'imitazione della natura, l'Alberti distingue:
- la dimensio (misura) che definisce le proporzioni generali dell'oggetto rappresentato mediante l'exempeda, una riga diritta modulare atta a rilevare le lunghezze e squadre mobili a forma di compassi (normae), con cui misurare spessori, distanze e diametri.[14]
- la finitio, definizione individuale dei particolari e dei movimenti dell'oggetto rappresentato, per la quale Alberti suggerisce uno strumento da lui ideato: il definitor o finitorium, un disco circolare cui è fissata un'asta graduata rotante, da cui pende un filo a piombo. Con esso si può determinare qualsiasi punto sul modello mediante una combinazione di coordinate polari e assiali, rendendo possibile un trasferimento meccanico dal modello alla scultura.[13]

Alberti sembra anticipare i temi relativi alla raffigurazione 'scientifica' della figura umana che è uno dei temi che percorre la cultura figurativa rinascimentale. e addirittura aspetti dell'industrializzazione e addirittura della digitalizzazione, visto che il definitor trasformava i punti rilevati sul modello in dati alfanumerici.
L'opera fu tradotta in volgare nel 1568 da Cosimo Bartoli. Il testo latino originale fu stampato solo alla fine del XIX secolo, mentre solo recentemente sono state pubblicate traduzioni moderne.
I sistemi di definizione meccanica dei volumi proposti dall'Alberti, appassionarono Leonardo che approntò, come si può rilevare dai suoi disegni, dei sistemi alternativi, sviluppati a partire dal trattato albertiano e utilizzò le "Tabulae dimensionum hominis" del "De statua" per realizzare il celeberrimo "Uomo vitruviano".

### IlCrittografo
Alberti fu inoltre un geniale crittografo e inventò un metodo per generare messaggi criptati con l'aiuto di un apparecchio. Sua fu infatti l'idea di passare da una crittografia con tecnica "monoalfabetica" (Cifrario di Cesare) ad una con tecnica "polialfabetica", codificata teoricamente parecchi anni dopo da Blaise de Vigenère. In The Codebreakers. The Story of Secret Writing, lo storico della crittologia David Kahn attribuisce all'Alberti il titolo di Father of Western Cryptology (Padre della crittologia occidentale). Kahn ribadisce questa definizione, sottolineando le ragioni che la giustificano, nella prefazione all'edizione italiana del testo albertiano: «Questo volume elegante e sottile riproduce il testo più importante di tutta la storia della crittologia; un primato che il De cifris di Leon Battista Alberti ben si merita per i tre temi cruciali che tratta: l'invenzione della sostituzione polialfabetica, l'uso della crittanalisi, la descrizione di un codice sopracifrato.»
Tra le altre attività di Alberti ci fu anche la musica, per la quale fu considerato uno dei primi organisti della sua epoca. Disegnò anche delle mappe e collaborò con il grande cartografo Paolo Toscanelli.

### L'anemometro
Alberti è ritenuto l'inventore dell'anemometro, da lui costruito nel 1450, e poi ripreso da Leonardo da Vinci intorno al 1500. L'anemometro di Leon Battista Alberti era costituito da una tavoletta mobile, la cui inclinazione forniva una misura dell’intensità del vento.

### De iciarchia
Iciarco e Iciarchia sono due termini usati dall'Alberti nel dialogo De iciarchia composto nel 1470 circa, pochi anni prima della sua morte (avvenuta nel 1472) e ambientato nella Firenze medicea di quegli anni. Le due parole sono di origine greca ("Pogniàngli nome tolto da' Greci, iciarco: vuol dire supremo omo e primario principe della famiglia sua", libro III), e sono formate da oîkos o oikía "casa, famiglia" e arkhós "capo supremo, principe, principio".
Il nome stesso di iciarco vuole esprimere quello che secondo il parere dell'autore è il governante ideale: colui che sia come un padre di famiglia nei confronti dello Stato. Secondo le parole dell'Alberti, "il suo compito sarà (...) provedere alla salute, quiete, e onestamento di tutta la famiglia, (...) fare sì che amando e benificando è suoi, tutti amino lui, e tutti lo reputino e osservino come padre" (ivi).
Questo ruolo di "padre di famiglia" del governante ideale era finalizzato, nella sua visione politica, ad una stabilità, in definitiva "conservatrice", che permetterebbe di governare senza discordie che, dilaniando lo Stato, nuocerebbero a tutto il corpo sociale ("Inoltre la prima cura sua sarà che la famiglia sia senza niuna discordia unitissima. Non esser unita la famiglia circa le cose (...) che giovano, nuoce sopra modo molto., ivi).
Il termine iciarco, nato coll'Alberti e strettamente legato alla sua visione "paternalistica" del governo dello Stato, non ebbe comunque alcun seguito e non risulta che sia mai più stato impiegato nel lessico politico.

## Opere

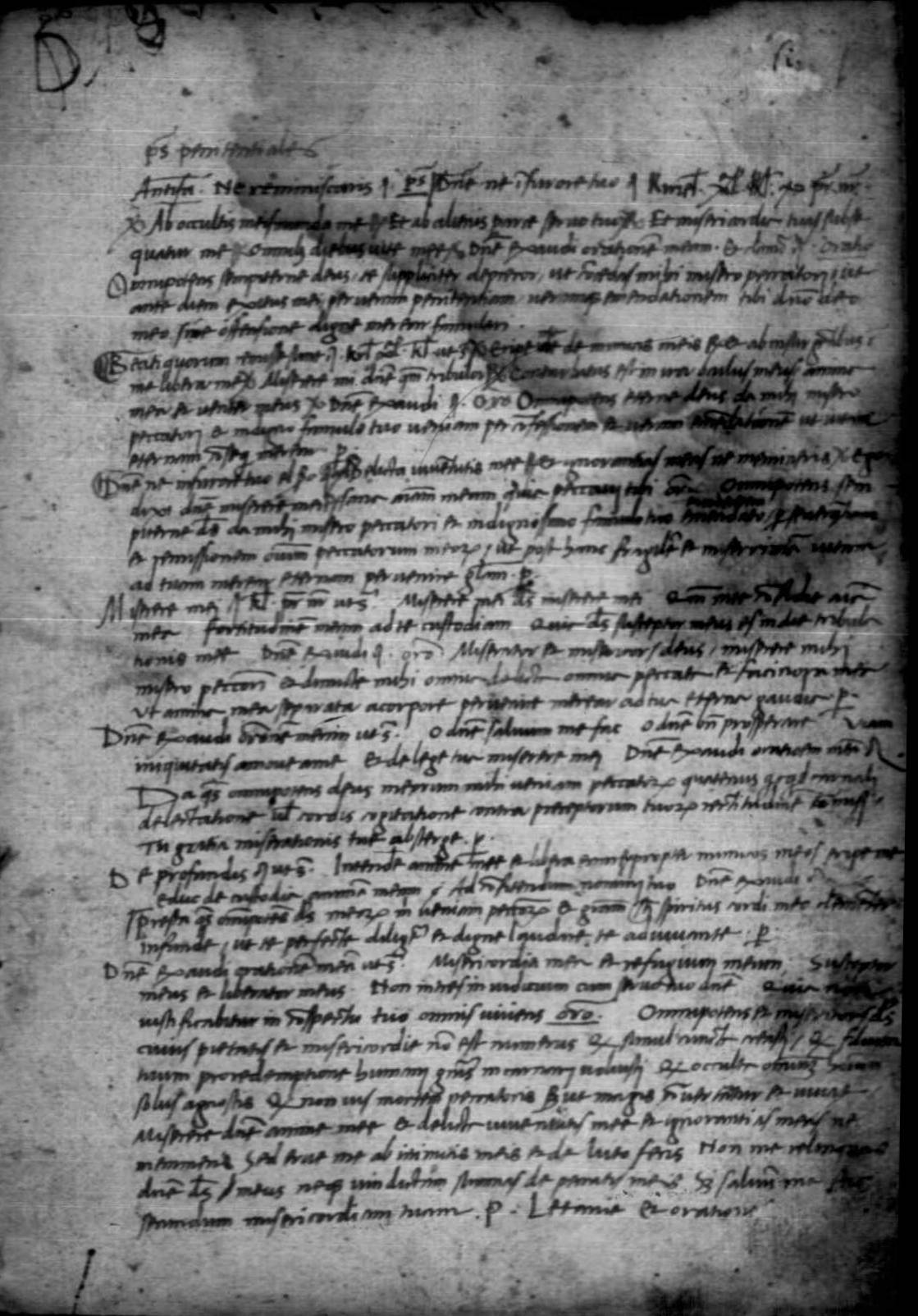
Liber de iure, scriptus Bononiae anno 1437, manoscritto, XV secolo. Milano, Biblioteca Ambrosiana.

### Scritti
- De commodis litterarum atque incommodis 1432 riflessioni sulla funzione dell'intellettuale che deve essere un'attività faticosa, diligente e silenziosa che non deve portare né soddisfazione personale né riconoscimenti pubblici
- Apologi centum
- Cena familiaris
- De amore
- De equo animante (Il cavallo vivo)
- De Iciarchia
- De componendis cifris
- Deiphira
- De pictura
- Porcaria coniuratio
- De re aedificatoria
- De statua
- Descriptio urbis Romae
- Ecatomphile
- Elementa picturae
- Epistola consolatoria
- Grammatica della lingua toscana 1438-1441 (meglio nota come Grammatichetta vaticana[21]) prima trattazione grammaticale riservata a una lingua moderna
- Intercoenales
- De familia libri IV
- Ludi rerum mathematicarum
- Momus o “De principe” (Momo o Del principe) romanzo satirico irriverente.
- Philodoxeos fabula
- Profugiorum ab ærumna libri III
- Sentenze pitagoriche
- Sophrona
- Theogenius(o Teogenio), scritto probabilmente nel 1440 al tempo della guerra contro i Visconti. Lo scritto allude agli avvenimenti del tempo e alle vendette attuate dai Medici contro i loro nemici. La tematica centrale ruota attorno alla capacità dell’individuo di mantenere il suo equilibrio interiore per resistere alla sorte avversa. Tematica che ritorna anche in un’altra sua opera: Profugiorum ab aerumna libri (Libri di coloro che sono scampati alla rovina), noto anche come Della tranquillità dell’animo.
- Villa

#### Manoscritti
- Liber de iure, scriptus Bononiae anno 1437, XV secolo, Milano, Biblioteca Ambrosiana, Fondo manoscritti, ms. I 193 inf.,  ff. 1v-13r.
- Trivia senatoria, XV secolo, Milano, Biblioteca Ambrosiana, Fondo manoscritti, ms. I 193 inf.,  ff. 13v-19v.
- Philodoxeos Fabula, XV secolo, Modena, Biblioteca Estense, Fondo manoscritti, ms. alfa.o.07.09.

### Opere architettoniche
- Palazzo Rucellai, 1446-1451, Firenze, Via della Vigna Nuova
- Loggia Rucellai, 1450-1460, Firenze, Via della Vigna Nuova
- Facciata di Santa Maria Novella, 1458-1478, Firenze, Santa Maria Novella
- Abside di San Martino, 1472-1478, Lastra a Signa, Pieve di San Martino a Gangalandi
- Tempietto del Santo Sepolcro, 1457-1467, Firenze, Chiesa di San Pancrazio
- Tempio Malatestiano (incompiuto), iniziato nel 1450 circa, Rimini, Tempio Malatestiano
- Chiesa di San Sebastiano, 1460 circa, Mantova, Chiesa di San Sebastiano
- Basilica di Sant'Andrea, 1472-1732, Mantova, Basilica di Sant'Andrea